# Oeuvre van Belle van Zuylen
Dit artikel het Oeuvre van Belle van Zuylen biedt een overzicht van het werk van Belle van Zuylen. Belle van Zuylen of Belle de Zuylen (volledige naam Isabella Agneta Elisabeth van Tuyll van Serooskerken; vanaf haar huwelijk ook Isabelle de Charrière, Zuilen, 20 oktober 1740 – Colombier, 27 december 1805) was een Franstalige schrijfster en componiste. Ze schreef romans, fabels, novelles, pamfletten, toneelstukken, opera's (libretti en muziek) en componeerde verder liederen, klaviersonates en strijkkwartetten. Verder schreef ze duizenden brieven.
Haar Verzameld Werk werd uitgegeven als Oeuvres complètes door Candaux en anderen in de jaren 1979-1984. Dennis Wood gaf een overzicht van de romans van Belle van Zuylen in zijn boek The novels of Isabelle de Charrière (1740-1805), 1998, dat online staat.

## Oeuvre

### Proza, 1763 - 1806
De volgorde binnen een jaar is nog willekeurig. Onder meer:
| Nummer | Jaar van publicatie   | Titel | Genre             | Uitgever                                          | Plaats                       | Commentaar / Titelpagina |
| ------ | --------------------- | --- | ----------------- | ------------------------------------------------- | ---------------------------- | --- |
| 1      | 1763                  | Le Noble, conte moral, in het tijdschrift: Le Journal étranger combiné avec L’Année littéraire, août 1762, no.8, 1763, p.540-74                                                     | novelle           | Evert van Harrevelt                               | Amsterdam                    | - |
| 2      | 1763                  | Le Noble, conte moral, boek | novelle           |                                                   | Amsterdam                    | |
| 3      | 1768                  | Lettre sur les opérations militaires en Corse, in Gazette d'Utrecht, 2 september | journalistiek     |                                                   | Utrecht                      | Over militaire operaties op Corsica, aan de hand van brieven van Constant d’Hermenches aan van Zuylen                          |
| 4      | 1784, eerste kwartaal | Lettres neuchâteloises | briefroman        |                                                   | Amsterdam (= Lausanne)       | |
| 5      | 1784, eerste kwartaal | Lettres de Mistriss Henley, publiées par son amie | briefroman        |                                                   | Genève                       | |
| 6      | 1785                  | Lettres écrites de Lausanne. Histoire de Cécile | briefroman        | (Bonnant)                                         | Toulouse (= Genève, Bonnant) | |
| 7      | 1786                  | Examen de la tragédie d’Electre | essay             |                                                   |                              | |
| 8      | 1787                  | Caliste ou continuation de Lettres écrites de Lausanne | briefroman        | Prault                                            | Paris                        | |
| 9      | 1787-88               | Observations et conjectures politiques | essay             | Jérémie Wittel                                    | Les Verrières                | |
| 10     | 1788                  | Bien-né. Nouvelles et anecdotes. Apologie de la flatterie. Inconnue | kort proza, essay |                                                   | Paris : [s.n.]               | Bibliothècque Nationale de France: "Description matérielle : 39 p. Note(s) : Par Mme de Charrière d'après une note manuscrite" |
| 11     | 1788                  | Réflexions sur la générosité et sur les Princes | essay             |                                                   |                              | |
| 12     | 1789                  | Plainte et défense de Thérèse Levasseur | pamflet, essay    |                                                   | Neuchâtel                    | |
| 13     | 1789 3-4/12           | Lettres d'un évêque francais à la nation | essay             | Fauche-Borel                                      | Neuchâtel                    | |
| 14     | 1790                  | Eclaircissements relatifs à la publication des Confessions de Rousseau, avec des réflexions sur la réputation, sur les apologies de MM. Ceruti et d'Holback, sur le moment présent. | essay             |                                                   | [Neuchâtel], Fauche-Borel    | 31 p. |
| 15     | 1791, januari         | Eloge de Jean-Jacques Rousseau | essay             |                                                   | Paris                        | |
| 16     | 1791                  | Aiglonette et Insinuante ou la Souplesse | novelle           |                                                   | Parijs                       | |
| 17     | 1792                  | Les trois regnes, Conte allégorique | novelle           |                                                   |                              | |
| 18     | 1793, februari-mei    | Lettres trouvées dans la neige, I-X | briefroman        |                                                   | Neuchâtel                    | |
| 18A    | 1793                  | Lettre d’un Français, et réponse d’un Suisse (Lettres trouvées dans la neige) | briefroman        | Fauche-Borel                                      | Neuchâtel                    | |
| 19     | 1793                  | Lettres trouvées dans des portefeuilles d’émigrés | briefroman        | (Durand)                                          | Paris (= Lausanne, Durand)   | |
| 20     | 1796 september        | Trois femmes, in Monthly Magazine | roman             |                                                   |                              | |
| 21     | 1797                  | Réponse à l’écrit du colonel de La Harpe intitulé: De la neutralité des gouvernans de la Suisse depuis l’année 1789                                                                 | essay             |                                                   |                              | |
| 22     | 1798                  | L’Abbé de La Tour: Les Ruines de Yedburg, Trois Femmes, Honorine d’Userche Sainte Anne titel ook: L'Abbé de la Tour, ou Recueil de nouvelles et autres écrits divers                | novellen          | Pierre Philippe Wolf (Orell, Füssli et compagnie) | Leipsic (Zurich)             | |
| 23     | 1798-1799             | L'abbé de la Tour, ou Recueil de nouvelles et autres écrits divers. Tome 1, 2, 3 | novellen          |                                                   | (Leipsic)                    | Tome 1 · Tome 2 · Tome 3 |
| 24     | 1806                  | Sir Walter Finch et son fils William | briefroman        | Paschoud                                          | Genève                       | postume uitgave |
| 25     | ?                     | Henriette et Richard | roman             |                                                   |                              | |

### Toneel en poëzie, 1785 - 1800
Onder meer
| Nummer | Jaar van publicatie | Titel                                      | Genre      | Plaats    |
| ------ | ------------------- | ------------------------------------------ | ---------- | --------- |
| 1      | 1785                | La famille d’Ornac                         | blijspel   |           |
| 2      | 1785                | L’Incognito                                | libretto   |           |
| 3      | 1785                | Pénélope                                   | libretto   |           |
| 4      | 1788                | Les Phéniciennes                           | libretto   | Neuchâtel |
| 5      | 1789 of eerder      | Attendez revenez                           | blijspel   |           |
| 6      | 1789 november       | Epigrammes de la Mouche du coche           | epigrammen |           |
| 7      | 1790                | Polyphème ou Le Cyclope                    | libretto   |           |
| 8      | 1790 januari        | Zadig                                      | libretto   |           |
| 9      | 1794 16/01          | L’Emigré                                   | toneel     | Neuchâtel |
| 10     | 1794                | La parfaite Liberté ou les vous et les toi | toneel     |           |
| 11     | 1794 of eerder      | Elise ou l’ Université                     | toneel     |           |
| 12     | 1794 of eerder      | L’Inconsolable                             | toneel     |           |
| 13     | 1796 of eerder      | L’Extravagant                              | toneel     |           |
| 14     | 1800                | L’Enfant gâté ou le fils et la nièce       | toneel     |           |

### Muziek
Voorlopige lijst aan te vullen en te verbeteren:
| Nummer | Jaar van publicatie | Titel | Illustratie/Commentaar |
| ------ | ------------------- | --- | ---------------------- |
| 1      | 1786                | Six menuets pour Deux Violons, Alto et Basse, dediés à Monsieur le Baron de Tuyll de Serooskerken Seigneur de Zuylen par sa soeur Madame d Charrière à la Haye et à Amsterdam chez B. Hummel et Fils, 1786, Menuet I in C-groot, Menuet II in A-groot, Menuet III in C-groot, Menuet IV in D-groot, Menuet V in C-groot, Menuet VI in C-groot       |                        |
| ?      |                     | Sonate opus 2 no. 2 |                        |
| 2      | 1786-1787           | Trois sonates pour le clavecin ou piano forte. Œuvre I, II, III |                        |
| 2a     |                     | Sonate voor klavecimbel opus 3 no. 1 in C-groot |                        |
| 2b     |                     | Sonate voor klavecimbel opus 3 no. 2 in F-groot |                        |
| 3      | 1788-1789           | Airs et romances avec Accompagnement de Clavecin, Paroles et Musique de Mme. de Charrière à Paris chez M. Bonjour, 1788-1789: L'an passé, De la ville et des champs, Pauvre Agneau, L'amour est un enfant trompeur, Timarette s'en est allée, Lise amoit, Autre air pour Lise aimoit, Arbre charmant, Douce retraite, Tout cède à la beauté d'Elise |                        |
| 4      |                     | Negen pianosonates |                        |
| 5      |                     | Chansonette bretonne. Menuetto IV & Trio |                        |